# Peal de Becerro
Peal de Becerro – gmina w Hiszpanii, w prowincji Jaén, w Andaluzji, o powierzchni 147,36 km². W 2011 roku gmina liczyła 5614 mieszkańców.